# 1998 VC
1998 VC är en asteroid i huvudbältet som upptäcktes den 1 november 1998 av den japanska astronomen Tetsuo Kagawa vid Gekko-observatoriet.
Asteroiden har en diameter på ungefär 3 kilometer och den tillhör asteroidgruppen Nysa.